# Elmsdale (Nouvelle-Écosse)
Elmsdale est un secteur non constitué en municipalité canadien situé à la frontière du comté de Hants et de Halifax, en Nouvelle-Écosse. En 2011, on y compte 3 034 habitants.
La communauté est traversée par la rivière Shubénacadie. Elle est le centre administratif de la municipalité de district de East Hants.